# 北愛琴大區
北愛琴大區（羅馬化：Perifereia Boreiou Aigaiou），是希臘13個大區之一，首府為米蒂利尼。面積3,836平方公里，人口数量为194,136人，为人口最少的大区。北爱琴大区包括了北爱琴海诸岛的绝大多数岛屿，除了萨索斯岛、萨莫色雷斯岛（隶属于东马其顿和色雷斯大区）以及格克切岛、博兹贾岛（隶属于土耳其恰纳卡莱省）。

## 行政
北愛琴大區成立于1987年的行政改革中。在2010年卡利克拉提斯改革方案中，大区的权力和职责完全重新定义并扩大。与南愛琴大區一道，北爱琴大区受到驻地在比雷埃夫斯的爱琴权力下放管理局的监督。
在卡利克拉提斯改革方案之前，该大区划分为3个州份：薩摩斯州、希俄斯州和萊斯沃斯州。自2011年起该大区划分成5个专区：
- 希俄斯专区
- 伊卡里亚专区
- 利姆诺斯专区
- 莱斯沃斯专区
- 萨摩斯专区

在北爱琴大区共有9个岛屿：莱斯沃斯岛、希俄斯岛、普薩拉島、伊努塞斯島、伊卡里亚岛、富爾尼群島、利姆诺斯岛、聖埃夫斯特拉蒂奧斯島和萨摩斯岛。

## 经济
2018年大区的国内生产总值为25亿欧元，占希腊国内经济产出的1.4%。按购买力平价计算的人均国内生产总值为14,200欧元，为欧盟27国当年平均水平的47%。雇员人均国内生产总值为欧盟平均水平的67%。北爱琴大区为希腊以及欧盟范围内工业产值最低的地区之一。

## 外部連結
- 官方网站  （希腊文）